# Марин Куцаров
Марин Тодоров Куцаров е български офицер, генерал-майор от пехотата, офицер от Балканската (1912 – 1913) и Междусъюзническата война (1913), командир на дружина от 7-и пехотен преславски полк през Първата световна война (1915 – 1918).

## Биография
Марин Куцаров е роден на 29 юли 1873 г. в Шумен, Османска империя. През 1893 г. постъпва във Военното на Негово Княжеско Височество училище и завършва през 1895 г. и е произведен в чин подпоручик. Служи в 7-и пехотен преславски полк. От 1899 г. е поручик, а от 1904 г. в капитан. Служи във Военното училище и в ШЗО. Взема участие в Балканската (1912 – 1913) и Междусъюзническата война (1913), като на 14 юли 1913 г. е произведен в чин майор.
По време на Първата световна война (1915 – 1918) майор Марин Куцаров командва дружина от 7-и пехотен преславски полк от състава на 4-та пехотна преславска дивизия, за която служба „за бойни отличия и заслуги във войната“ през 1918 г. е награден с Военен орден „За храброст“, IV степен, 1 клас, която награда е потвърдена със заповед № 355 от 1921 г. по Министерството на войната. През от септември 1916 командва 19-и пехотен шуменски полк. На 14 август 1917 г. е произведен в чин подполковник.
След войната на 5 юли 1919 г. е произведен в чин полковник. Служи като началник на 4-ти пограничен сектор. По-късно командва 3-ти пехотен балкански полк, след което поема командването на 2-ри пехотен тракийски полк. На 26 март 1928 г. е произведен в чин генерал-майор и от същата година е началник на 2-ра военноинспекционна област, на която служба е до 1930 г., когато е уволнен от служба.
Генерал-майор Марин Куцаров умира в Шумен на 1 април 1949 година.

## Военни звания
- Подпоручик (1895)
- Поручик (1899)
- Капитан (1904)
- Майор (14 юли 1913)
- Подполковник (14 август 1916)
- Полковник (5 юли 1919)
- Генерал-майор (26 март 1928)

## Образование
- Военно на Негово Княжеско Височество училище (1893 – 1895)

## Награди
- Военен орден „За храброст“, IV степен, 2 клас (Балкански войни)
- Военен орден „За храброст“, IV степен, 1 клас (1918)